# Gonempeda burra
Gonempeda burra är en tvåvingeart som först beskrevs av Alexander 1924.  Gonempeda burra ingår i släktet Gonempeda och familjen småharkrankar. Inga underarter finns listade i Catalogue of Life.